# Élisa Bonaparte
Élisa Marie Anne Bonaparte (Ajaccio, 3. siječnja 1777. – Villa Vicentina, 7. kolovoza 1820.), Napoleonova najstarija sestra, francuska princeza, princeza Lucce i Piombina (1805. – 1814.), velika vojvotkinja Toskane (1809. – 1814.) i grofica Compignano, iz francuske carske dinastije Bonaparte.
Svojim shvaćanjima umjetnosti i državničkim sposobnostima od svih Napoleonovih sestara najsličnija je bila znamenitom bratu. Godine 1797. udala se za malog korzikanskog plemića Pascala Bacciochija. Niz je godina živjela u Parizu gdje je u svom salonu okupljala najpoznatije umjetnike i književnike među kojima je bio i Chateaubriand. Godine 1804. dao joj je Napoleon kneževinu Piombiono, a 1805. i Luccu. Potisnuvši sasvim u pozadinu svoga muža, koji je kao princ nosio ime Feliks I., uvela je Napoleonov zakonik, unaprijedila gospodarstvo i školstvo, te razvijala umjetnost. Godine 1809. postala je velika vojvotkinja Toskane pa je uredila raskošni dvor u Firenci. Poslije Napoleonovog pada prvo je živjela u Bologni, pa u Brnu i Trstu.

## Vanjske poveznice
- Élisa Bonaparte - Britannica Online (engl.)